# Wolfgang Lüderitz
Wolfgang Lüderitz (Preetz, 8 maggio 1936) è un ex pentatleta tedesco.
Partecipo per la Germania Est alle Olimpiadi estive del 1968.

## Palmarès
In carriera ha conseguito i seguenti risultati:
per la  Germania Est:
- Mondiali:

Lipsia 1965: bronzo nel pentathlon moderno a squadre.
Melbourne 1966: bronzo nel pentathlon moderno a squadre.